# Tel Zavdon
Tel Zavdon (hebreiska: תל זבדון) är en kulle i Israel.   Den ligger i distriktet Norra distriktet, i den norra delen av landet. Toppen på Tel Zavdon är 101 meter över havet.
Terrängen runt Tel Zavdon är platt åt nordost, men åt sydväst är den kuperad.Runt Tel Zavdon är det tätbefolkat, med 427 invånare per kvadratkilometer. Närmaste större samhälle är ‘Afula, 9,6 km norr om Tel Zavdon. Trakten runt Tel Zavdon består till största delen av jordbruksmark.